# المركز الإحصائي الخليجي
المركز الإحصائي الخليجي هو الجهة الرسمية المعتمدة للبيانات والمعلومات والإحصاءات المتعلقة بدول مجلس التعاون لدول الخليج العربية، وأنشئ المركز الإحصائي ليكون المصدر الرسمي للإحصاءات وليعزز العمل الإحصائي والمعلوماتي لمراكز الإحصاء الوطنية وأجهزة التخطيط في دول المجلس، وتمت الموافقة على إنشائه من قبل المجلس الوزاري لمجلس التعاون لدول الخليج العربية في سبتمبر 2011، واعتمد نظامه الأساسي في ديسمبر 2012 من قبل المجلس الأعلى لمجلس التعاون الخليجي المكون من رؤساء الدول الأعضاء وهي: دولة الإمارات العربية المتحدة ومملكة البحرين والمملكة العربية السعودية وسلطنة عمان ودولة قطر ودولة الكويت.
ويتولى منصب مدير عام المركز الإحصائي لدول مجلس التعاون لدول الخليج العربية سعادة الدكتور نبيل محمد بن شمس. وقد عقد المنتدى الإحصائي الخليجي الأول في شهر مارس 2017 تحت رعاية خادم الحرمين الشريفين الملك سلمان بن عبد العزيز آل سعود في الرياض تحت شعار «تعزيز الشراكات الإحصائية لدعم السياسات الاقتصادية والتنمية المستدامة في دول مجلس التعاون».

## أهداف المركز الإحصائي
من أبرز أهداف المركز الإحصائي الخليجي:
- بناء وتعزيز القدرات الإحصائية والمؤسسية لدول مجلس التعاون لدول الخليج العربية لمواكبة المتطلبات الإحصائية على مستوى دول المجلس خصوصاً وعلى المستوى الدولي عموماً.
- تعزيز وتحسين نوعية وكمية المنتجات الإحصائية.
- إبراز إقليم دول مجلس التعاون لدول الخليج العربية كتكتل اقتصادي واجتماعي موحد.
- تطوير وتوسيع وتسويق النشر الإحصائي.
- بناء برامج عمل مشتركة بين المراكز الإحصائية الوطنية والمركز الإحصائي الخليجي.
- توحيد الاستراتيجيات الإحصائية الوطنية في دول المجلس مع احتياجات البرامج الإحصائية المشتركة حسب أفضل الممارسات الدولية.
- بناء ثقافة إحصائية ورفع الوعي الإحصائي وتعزيز الاستخدام الفعلي والصحيح للبيانات والمعلومات الإحصائية في صنع القرار ورسم السياسات في دول مجلس التعاون لدول الخليج العربية.[5]

## أعمال المركز
من أهم اختصاصات المركز الإحصائي الخليجي:
- جمع البيانات الاقتصادية والاجتماعية والسكانية والزراعية والبيئية والطاقة وغيرها من البيانات من خلال المراكز الإحصائية الوطنية والعمل على تصنيفها وتخزينها وتحليلها.
- إنشاء قواعد بيانات إحصائية تشمل جميع المجالات المختلفة الاقتصادية والاجتماعية والسكانية والزراعية والبيئية والطاقة وغيرها بالتعاون مع المراكز الإحصائية في الخليج.
- تنفيذ المشاريع الإحصائية المشتركة من خلال المراكز الإحصائية الوطنية لدول مجلس التعاون.
- توفير بيانات تمتاز بالشمولية والدقة والاتساق والاستمرارية والحداثة.
- تزويد الجهات الوطنية والأمانة العامة والأجهزة التابعة لها، والجهات الإقليمية والدولية بالبيانات والمعلومات المتاحة.
- وضع الخطط الاستراتيجية للعمل الإحصائي لمجلس التعاون بالتنسيق مع مراكز الإحصاء الوطنية.
- تنسيق برامج العمل الإحصائي على مستوى الدول الأعضاء بالتعاون مع مراكز الإحصاء الوطنية.
- عقد اتفاقيات التعاون الدولية بما يساهم في تطوير النظام الإحصائي الخليجي.
- توحيد المنهجيات والمعايير المستخدمة في العمل الإحصائي، وتعريفاتها وتصنيفاتها.[6]